# Dalibor Vašenda
Dalibor Vašenda (* 2. červen 1991) je český fotbalový záložník hrající za MFK Frýdek-Místek.
Svoji fotbalovou kariéru začal tento záložník v MFK Frýdek-Místek, odkud ještě jako dorostenec putoval do FC Baník Ostrava. V tomto týmu se postupně propracoval až do A-mužstva. V srpnu 2013 Dalibor Vašenda přestoupil do druholigového celku MFK Frýdek-Místek výměnou za obránce juniorky Josefa Celbu, který byl v Baníku na hostování.